# Aleja kasztanowców na Podolanach w Poznaniu
Aleja kasztanowców na Podolanach – pomnik przyrody, zabytkowa aleja kasztanowców białych, rosnących wzdłuż ul. Janiny Omańkowskiej, na Podolanach w Poznaniu. 
Aleja zlokalizowana jest w północnej części miasta, pomiędzy ulicami Strzeszyńską (a właściwie ciekiem Wierzbak), a ul. Obornicką. W ciągu ulicy Omańkowskiej (głównie po stronie zachodniej) rosną łącznie 40 kasztanowców oraz jeden jesion wyniosły (w pobliżu skrzyżowania z ul. Strzeszyńską). To właśnie jesion jest jednym z największych drzew zespołu - ma 247 cm obwodu i 12 metrów wysokości. Pozostałe drzewa mają 250 - 283 cm obwodu i nie więcej niż 17 metrów wysokości. Aleja oznaczona jest stosowną tablicą informacyjną.